# Dehu Road
Dehu Road (o Dehu Cantonment) è una suddivisione dell'India, classificata come cantonment board, di 46.900 abitanti, situata nel distretto di Pune, nello stato federato del Maharashtra. In base al numero di abitanti la città rientra nella classe III (da 20.000 a 49.999 persone).

## Geografia fisica
La città è situata a 18° 41' 02 N e 73° 43' 54 E.

## Società

### Evoluzione demografica
Al censimento del 2001 la popolazione di Dehu Road assommava a 46.900 persone, delle quali 24.823 maschi e 22.077 femmine. I bambini di età inferiore o uguale ai sei anni assommavano a 5.697, dei quali 3.022 maschi e 2.675 femmine. Infine, coloro che erano in grado di saper almeno leggere e scrivere erano 34.482, dei quali 19.753 maschi e 14.729 femmine.